# Reforma centrum administracyjno-gospodarczego w 1997 roku
Reforma centrum administracyjno-gospodarczego w 1997 roku – przyjęta uchwałami rządu Józefa Oleksego i rządu Włodzimierza Cimoszewicza oraz ustawami przyjętymi przez Sejm w 1996 i 1997 roku, w tym zmianą ustawy konstytucyjnej. Przygotowana i wdrożona przez powołanego specjalnie w 1995 roku Pełnomocnika Rady Ministrów Marka Pola, wcześniej Ministra Przemysłu i Handlu w rządzie Waldemara Pawlaka.
Reforma uregulowała organizację i tryb pracy Rady Ministrów. Wzmocniono rolę i pozycję Prezesa Rady Ministrów, zastąpiono rozbudowany Urząd Rady Ministrów Kancelarią Prezesa Rady Ministrów. Dostosowała sposób funkcjonowania ministerstw odpowiedzialnych za gospodarkę do warunków gospodarki rynkowej, przez przekazanie nadzoru nad przedsiębiorstwami Ministerstwu Skarbu Państwa oraz powierzenie pozostałym ministerstwom gospodarczym głównie funkcji regulacyjnych. Dzięki przyjętej w jej ramach ustawie o działach administracji rządowej umożliwiono Prezesowi Rady Ministrów elastyczne kształtowanie liczby i kompetencji członków Rady Ministrów, stosownie do aktualnych potrzeb państwa.
Dokonano również nowego podziału na ministerstwa. Zlikwidowano tzw. ministerstwa branżowe, typowe dla gospodarki nakazowej (Centralny Urząd Planowania, Ministerstwo Przekształceń Własnościowych, Przemysłu i Handlu, Gospodarki Przestrzennej i Budownictwa, Współpracy Gospodarczej z Zagranicą i Spraw Wewnętrznych) oraz Urząd Pełnomocnika Rządu do Spraw Integracji Europejskiej oraz Pomocy Zagranicznej.
Utworzono natomiast Ministerstwo Gospodarki, Skarbu Państwa, Spraw Wewnętrznych i Administracji, Komitet Integracji Europejskiej, Urząd Mieszkalnictwa i Rozwoju Miast oraz Rządowe Centrum Studiów Strategicznych. Ugruntowano, występującą od 1990 r., tendencję przekazywania bardziej technicznych części zadań ministerstw centralnym organom administracji, podległym Prezesowi Rady Ministrów bądź odpowiednim ministrom.
Reforma zlikwidowała tzw. „ministrów prezydenckich”, których powołanie wymagało na mocy art. 61 ustawy konstytucyjnej - w zależności od interpretacji tego przepisu - opinii lub zgody Prezydenta RP. Zgodnie z przywołanym przepisem byli to ministrowie: Spraw Zagranicznych, Obrony Narodowej i Spraw Wewnętrznych.